# Stjärnuggleskärra
Stjärnuggleskärra (Aegotheles tatei) är en fågel i familjen uggleskärror.

## Utbredning och systematik
Fågeln återfinns i södra Nya Guinea (floden Fly Rivers lägre lopp). Den behandlas som monotypisk, det vill säga att den inte delas in i några underarter.

## Status
Stjärnuggleskärran är en mycket dåligt känd fågel, men beståndet anses inte vara hotat. IUCN kategoriserar den som livskraftig.